# Nagga
Nagga  (in arabo نكا‎?) è un centro abitato e comune rurale del Marocco situato nella provincia di Safi, regione di Marrakech-Safi. Conta una popolazione di 22 542 abitanti (censimento 2014).